# Turniej drużynowy kobiet w sepak takraw plażowym na Plażowych Igrzyskach Azjatyckich 2012
Turniej drużynowy w sepak takraw kobiet podczas III Plażowych Igrzysk Azjatyckich w Haiyan odbył się w dniach od 16 do 19 czerwca 2012 roku. Do rywalizacji przystąpiły cztery drużyny. Zmagania toczyły się systemem kołowym, tj. każdy z każdym, po jednym meczu. Jeden mecz trwał do dwóch wygranych regu. Złoto zdobyła reprezentacja Tajlandii.

## Wyniki
| Miejsce | Reprezentacja | Mecze | W | P | Regu W | Regu P | Punkty |
| ------- | ------------- | ----- | - | - | ------ | ------ | ------ |
|         | Tajlandia     | 3     | 3 | 0 | 6      | 0      | 6      |
|         | Wietnam       | 3     | 2 | 1 | 4      | 4      | 4      |
|         | Indonezja     | 3     | 1 | 2 | 3      | 4      | 2      |
|         | Chiny         | 3     | 0 | 3 | 1      | 6      | 0      |

| Data      |           | Wynik |           | Regu 1 | Regu 2 | Regu 3 |
| --------- | --------- | ----- | --------- | ------ | ------ | ------ |
| 16 Czerw. | Indonezja | 2–0   | Chiny     | 2–0    | 2–0    |        |
| 17 Czerw. | Tajlandia | 2–0   | Wietnam   | 2–0    | 2–1    |        |
| 17 Czerw. | Indonezja | 1–2   | Wietnam   | 1–2    | 2–0    | 1–2    |
| 18 Czerw. | Chiny     | 0–2   | Tajlandia | 1–2    | 0–2    |        |
| 18 Czerw. | Indonezja | 0–2   | Tajlandia | 0–2    | 0–2    |        |
| 19 Czerw. | Wietnam   | 2–1   | Chiny     | 2–0    | 1–2    | 2–1    |